# (13816) Stülpner
13816 Stulpner (1998 YH27) – planetoida z pasa głównego asteroid okrążająca Słońce w ciągu 4,06 lat w średniej odległości 2,55 j.a. Odkryta 29 grudnia 1998 roku.